# Chotia Weedhopper
Chotia Weedhopper je enomotorno propelersko ultralahko letalo, ki ga je razvil John Chotia v 1970ih. Weedhopper ima visoko nameščeno krilo z izrazitim dihedralom. Pristajalno podvozje je tipa tricikel, propeler je nameščen v konfiguraciji vlačilec. Letalo se prodaja v kit obliki, za sestavljanje je potrebnih 25-30 ur. Zgrajenih je bilo več kot 13000 primerkov, kar ga uvršča med najbolj proizvajana ultralhka letala.
Weedhopper je sorazmerno lahek za upravljanje. Za vzlet in prsitanek je potrebnih samo nekaj deset metrov. 
S ceno okrog $ 9000 je tudi eno izmed najbolj dostopnih športnih letal. 

## Specifikacije (Weedhopper Model 40)
Podatki iz Weedhopper Aircraft
Splošne značilnosti
- Posadka: one
- Dolžina: 18 ft 6 in (5,64 m)
- Razpon kril: 28 ft 0 in (8,53 m)
- Višina: 6 ft 97 in (4,29 m)
- Površina kril: 168 sq ft (15,6 m2)
- Teža praznega letala: 250 lb (113 kg)
- Bruto teža: 550 lb (249 kg)
- Kapaciteta goriva: 19 litrov
- Pogon letala: 1 × Rotax 447 2-valjni dvotaktni motor, 40 hp (30 kW)
- Propelerji: št. lopatic: 2 Powerfin

Zmogljivost
- Potovalna hitrost: 55 mph (48 kn; 89 km/h)
- Hitrost pri porušitvi vzgona: 20 mph (17 kn; 32 km/h)
- Neprekoračljiva hitrost: 65 mph (56 kn; 105 km/h)
- Hitrost vzpenjanja: 1.000 ft/min (5,1 m/s)

Letalska elektronika

- none

## Podobna letala
- AmEagle American Eaglet
- Avid Champion
- Beaujon Enduro
- Beaujon Mach .07
- Birdman TL-1
- Pterodactyl Ascender
- Mitchell U-2 Superwing
- Ultraflight Lazair
- Eipper Quicksilver